# Головкин, Сергей Александрович (серийный убийца)
Серге́й Алекса́ндрович Голо́вкин (26 ноября 1959, Москва, РСФСР, СССР — 2 августа 1996, Бутырская тюрьма, Москва, Россия) — советский и российский серийный убийца, жертвами которого, по материалам суда, стали 11 мальчиков и юношей в период с 1986 по 1992 год. Все убийства, за исключением первого, совершены на территории Одинцовского района Московской области. До того, как был пойман, получил широкую анонимную известность под прозвищем «Фишер». Большинство преступлений совершил в погребе своего личного гаража, где крайне жестоко истязал, насиловал, убивал своих жертв и расчленял их трупы. Приговорён судом к смертной казни и расстрелян в 1996 году. Считается последним расстрелянным серийным убийцей в истории России.

## Биография

### Детство и юность
Сергей Головкин родился 26 ноября 1959 года в Москве, имел врождённый дефект грудной клетки. Его отец страдал алкоголизмом, мать была тихой и обычной женщиной. В 1969 году у Сергея появилась младшая сестра Наталья. После рождения дочери всё внимание родителей перешло на неё. Со слов самого Головкина, отец заставлял его принимать холодный душ, отчего тот не любил мыться, из-за этого впоследствии у него на лице появились угри. Также отец применял насильственные действия к сыну: оскорблял, бил за плохие оценки, унижал при других людях. Родители развелись в 1988 году, когда сам Головкин уже совершил два убийства. Также у Головкина была двоюродная сестра по отцовской линии, страдавшая шизофренией.
В детстве часто болел простудой, бронхитом, неоднократно возникали кишечные инфекции, энтериты, диспепсии. Страдал энурезом. По характеру был тихим, замкнутым, стеснительным, всегда отдавал предпочтение играм в одиночестве. Занимался в некоторых кружках и секциях, но особых результатов не достиг. Учился хорошо, окончил школу c серебряной медалью. Одним из его одноклассников был будущий лидер рок-группы «Крематорий»
Армен Григорян. По воспоминаниям Григоряна, в школьные годы Головкин «был немножко замкнутым человеком, но при этом очень спокойным». Другой одноклассник вспоминал:

Девчонкам нравились ребята хорошо одетые и увлечённые музыкой. А он был сутуловат, прыщав, и на него внимания никто не обращал.

В 13 лет начал много курить, впоследствии став заядлым курильщиком. Не интересовался противоположным полом, даже не пытался в дальнейшем встречаться с женщинами, хотя был высокого роста и симпатичным молодым человеком (на допросе Головкин объяснил, что не хотел заводить семью, так как боялся, что со своими сыновьями он поступит так же, как и со своими жертвами). В подростковом возрасте проявлял садистские наклонности к животным: задушил и расчленил бездомную кошку и сварил в кастрюле аквариумных рыбок. Впоследствии стал мастурбировать, представляя, как он пытает и убивает своих одноклассников. Со временем у Головкина появилась любовь к лошадям, он неоднократно посещал конные заводы. Родители не одобрили желания сына работать на конезаводе, особенно отец, который начал ещё больше оскорблять сына.
В 1977 году окончил школу с серебряной медалью и поступил в Тимирязевскую сельскохозяйственную академию, которую окончил в 1982 году. По словам Головкина, в 1980 году во время учёбы он был жестоко избит компанией хулиганов 14-15 лет. На фоне этих переживаний фантазирование садистского характера усилилось и всегда сопровождалось актами мастурбации. Головкин представлял, как расправляется с обидчиками, насилует их и убивает. Во время садистских фантазий у Головкина выработался образ идеальной жертвы — худенького темноволосого мальчика или юноши 12-14 лет, общительного, склонного к поиску приключений.
После окончания академии он устроился работать на ипподром, затем зоотехником на Московском конном заводе № 1. 18 июня 1982 года ему была присвоена квалификация зооинженер. С 21 июня по 18 сентября 1982 года проходил военные сборы, после которых ему было присвоено звание лейтенанта запаса. Во время службы в Тверской области украл на военном складе 10 боевых патронов образца 1943 года и 4 патрона пистолета Макарова (украденное находилось в квартире Головкина до его ареста в 1992 году). Очередное воинское звание «старший лейтенант» было присвоено 27 октября 1987 года, когда на счету Головкина было два убийства. 4 апреля 1988 года ему было присвоено звание зоотехника 1-й категории за успехи, достигнутые в развитии коневодства. 11 декабря 1989 года, когда на счету Головкина было три убийства, он получил серебряную медаль ВДНХ СССР. При администрации назначен ответственным за проведение занятий по профориентированию в Успенской средней школе. Во время работы сдружился с несколькими подростками из Горок-10 и с детьми своих коллег. Дети и коллеги отзывались о Головкине как о тихом, стеснительном, но вечно грязном человеке и любителе местных ребятишек. На работе коллеги замечали, что Головкин не интересовался женским полом, и думали, что он гомосексуал. На допросе Головкин заявил, что мальчики его интересовали как способ доминирования и издевательства, от которого он получал сексуальное удовольствие.

### Попытки убийства
В 1982 году Головкин решил воплотить свои извращённые фантазии в реальность. В этом же году во время военных сборов он заманил в лес 13-летнего подростка, попросив помочь донести мешок картошки и пообещав отдать мальчику пачку сигарет, но тот сбежал. Во второй раз набросился с ножом на 14-летнего мальчика, собиравшего в лесу грибы. Однако подросток оказал сопротивление, что заставило Головкина отпустить несостоявшуюся жертву. Мальчик сбежал.
С 1982 года он неоднократно обследовал пионерский лагерь «Романтик». Там же 21 июня 1984 года совершил первое серьёзное преступление — покушение на убийство. Увидев за пределами лагеря 14-летнего Андрея Минина, вышедшего покурить, Головкин, угрожая ножом, повесил мальчика на дереве, но позже снял, посчитав жертву умершей. Однако юноша выжил и месяц провёл в больнице. Также у подростка осталась борозда от петли на шее. Во время следствия следователи обратили внимание на гражданина Голышева, который состоял на психиатрическом учёте и отбывал тюремный срок за изнасилование несовершеннолетних. Причём подросток, возможно, от стресса не вспомнив лицо Головкина, указал на Голышева. Мужчина покончил с собой, и дело закрыли. В 1993 году Минин опознал Головкина как напавшего на него девятью годами ранее.
12 мая 1986 года, спустя почти месяц после первого убийства, Головкин решил убить одного из знакомых ему ребят, любящих кататься на лошадях. Он решил заманить в лес 14-летнего Олега Пасько, рассказав тому о кладе (военном оружии) в лесу. Встретившись, Головкин завязал ему глаза и повёл в глубь леса. Связал ему сзади руки, посадил на пенёк и собирался убить, но перед этим спросил подростка, не упоминал ли тот кому-то об их встрече. Подросток сказал, что о встрече знает его мама. Головкин, боясь попасть под подозрение, освободил мальчика, и вместе они покинули лес. После этого случая Головкин неоднократно предлагал Олегу пойти с ним в лес, но тот отказывался. Спустя несколько лет повзрослевший Олег дал интервью журналистам о том случае.
В период с 1987 по 1988 годы Головкин приглашал к себе в квартиру несколько подростков до 16 лет и спаивал их алкоголем. В 1988 году он решил изнасиловать 17-летнего Игоря, когда тот спал у него в кровати. Однако подросток проснулся и заметил, что Головкин лежит рядом с ним на кровати голым и трогает его половой член. Поскольку Головкин перестал убивать в лесу, он пытался совершать преступления у себя в квартире. Однако позже отказался от этой идеи, посчитав квартиру ненадёжным местом для совершения убийств.
В июне 1990 года, когда на счету Головкина были три убийства и готовый подвал в гараже, он неоднократно пытался убить знакомого ему подростка по имени Роман. Однажды они решили ограбить склад, но не получилось, так как воровать было нечего. Причина, по которой Головкин так и не убил подростка, неизвестна.

### Убийства

#### Начало серии убийств. 1986 год
Первое убийство Головкин совершил 19 апреля 1986 года. Выйдя из электрички на станции Катуар Савёловского направления, прошёл в лесной массив, где столкнулся с 16-летним Андреем Павловым. Тем вечером парень пошёл собирать берёзовый сок и остановился, чтобы покурить. Головкин избил его, затем, угрожая ножом, изнасиловал, задушил, перерезал горло бритвой и надругался над трупом. На следующий день труп Павлова нашёл его собственный отец.
Второе убийство Головкин совершил 10 июля 1986 года. Подкараулив у пионерлагеря «Звёздный» (деревня Угрюмово, Одинцовский район) 14-летнего Андрея Гуляева, Головкин, угрожая ножом, связал его, увёл в лес, изнасиловал, затем задушил, после чего подверг труп различным манипуляциям (отрезал половые органы и голову, разрезал брюшную полость, изъял внутренние органы). 12 июля обезглавленное тело нашли грибники, а через несколько метров в кустах нашли голову.
2 августа 1986 года в Одинцовском районе был найден труп 16-летнего подростка. На его теле насчитали 35 колото-резаных ран. Убитого опознали как Олега Гаськова, который 31 июля отправился на пробежку, но не вернулся. Убийство Гаськова соединили с «Фишером», однако Головкин после ареста не признал своей вины в данном эпизоде, и он не фигурировал в суде.
Изначально убийства подростков в Одинцовском районе соединили с серией убийств Чикатило, некоторыми жертвами которого также были мальчики и юноши. Лишь в 1990 году, после ареста Чикатило, выяснилось, что он не был причастен к убийствам в Одинцовском районе, а совершил их так называемый «Фишер».

#### «Фишер»
В ходе следствия на одном из допросов 14-летний Борис Воронцов (знакомый убитого Гуляева) рассказал, как повстречал мужчину, представившегося Фишером и имевшего татуировку на правой руке в виде кинжала, обвитого змеёй, и надписи «Фишер». Со временем выяснилось, что это была фантазия юноши, однако следствие долго разрабатывало ложную зацепку, и кличка «Фишер» закрепилась за маньяком, слухи о котором начали быстро распространяться по Москве и Подмосковью. Широкий резонанс заставил Головкина на время прекратить убийства, и в течение трёх лет, с июля 1986 по сентябрь 1989 года, он не совершил ни одного убийства или нападения на подростков.
Узнав от знакомых мальчиков о маньяке Фишере, Головкин впредь сам представлялся жертвам Фишером.

#### Появление автомобиля и гаража. 1988—1989 годы
1 ноября 1988 года после развода родителей Головкин приобрёл автомобиль «ВАЗ-2103» бежевого цвета и гараж зелёного цвета. 23 сентября 1989 года он решил увезти на автомобиле и заманить в гараж какого-нибудь из голосующих мальчиков. Этим вечером он встретил 10-летнего Сергея Строчкина, голосовавшего возле станции Перхушково. Головкин предложил мальчику подвезти его и увёз. Потом остановился и предложил мальчику совершить кражу. Когда тот отказался, Головкин, угрожая ножом, заставил его залезть в багажник. Приехав внутрь своего гаража, Головкин изнасиловал мальчика, а после повесил. После расчленил труп и закопал его в лесу на 24-м километре МКАД. Забрал у него наручные часы «Слава», а перочинный ножик оставил у трупа. 26 июля 1990 года останки мальчика были обнаружены, и его опознали по этому перочинному ножику. В черепе Строчкина был найден отломленный кончик ножа.

#### Продолжение серии. 1990—1992 годы
Весной 1990 года в своём гараже Головкин оборудовал погреб, где с августа 1990 по сентябрь 1992 года убил 8 подростков с 11 до 15 лет, в том числе дважды по несколько человек сразу. Головкин на допросах говорил, что он, чтобы заманить жертв в гараж, предлагал подросткам совершить какую-нибудь кражу. Если дети соглашались, то он подвозил их в свой гараж и совершал убийства. А если отказывались, то мужчина терял к ним интерес. Однако во время дачи показания выяснилось, что не все жертвы соглашались на кражи, что противоречило объяснениям Головкина об «очищении страны от будущих преступников».
В признательных показаниях Головкин отмечал:

В 1990 году я выкопал погреб, где сначала собирался делать мастерскую. Но затем мне пришла мысль использовать погреб для совершения половых актов и преступлений.

11 августа 1990 года Головкин увёз на машине, на той же станции Перхушково, 15-летнего Сергея Захаренкова, который приехал из Калужской области в гости к крёстной, проживавшей в Горках-10. Головкин пытался подбить его на кражу, но парень отказался наотрез. Тогда Головкин попросил его помочь в гараже, на что тот согласился. Заманив жертву в погреб, Головкин начал его насиловать, пытать и в конце повесил. Он стал расчленять тело, параллельно решив впервые попробовать человеческое мясо. Отрезав у трупа кусок мяса и поджарив его паяльной лампой, Головкин съел его, но вкус ему не понравился. Это был первый случай каннибализма. Забрал у убитого наручные часы «Электроника». Закопав останки жертвы в лесу (их так и не нашли), Головкин оставил череп жертвы, чтобы в дальнейшем показывать его будущим жертвам, но через год Головкин разбил молотком череп и выбросил.
В материалах уголовного дела приводилось описание этого эпизода:

После нескольких насильственных половых актов Головкин связал подростку руки и удушил его, перекинув верёвку с петлёй через ступеньку лестницы. Затем, убедившись в смерти ребёнка, подвесил его за ноги на вделанный в стену крюк, отрезал нос и уши, отчленил голову, нанёс множество ударов ножом по туловищу, вырезал внутренние и половые органы. При помощи анатомических ножей и топора расчленил труп, вырезал мягкие ткани, поджарил их на паяльной лампе и съел. Части тела, кроме головы, вывез в лес и закопал. Отчленённую голову убийца хранил в гараже. Он вскрыл черепную коробку, выжег паяльной лампой мозг, отсепарировал мягкие ткани, а в дальнейшем демонстрировал череп Сергея З. другим жертвам для запугивания.

6 ноября 1990 года Головкин заманил в подвал сразу двоих — 14-летнего Романа Дергачёва и 11-летнего Алексея Бурякова. Головкин встретил их на остановке «Институт». Мальчики попросили мужчину подвезти их до военного городка. В отличие от Строчкина и Захаренкова, те двое согласились совершить с Головкиным кражу и добровольно залезли в багажник. Заманив жертв в погреб, он назвал себя Фишером и демонстрировал мальчикам череп Захаренкова. Во время пыток принуждал обоих заниматься оральным сексом друг с другом. Головкин заставил Дергачёва выбить табуретку из-под ног Бурякова, пригрозив, что если подросток откажется, то он окажется на месте друга. На следующий день вывез и закопал расчленённые тела в лесу. Одежду ребят Головкин сжёг на костре. Забрал у убитого Бурякова брелок от ключей автомобиля. 14 июля 1991 года останки мальчиков были найдены в «Звенигородском лесничестве».
22 августа 1991 года Головкин заманил в погреб и убил 13-летнего Никиту Богданова, который приехал из Пермской области в Горки-10 к бабушке. Маньяк встретил мальчика на остановке в селе Успенское (Богданов приехал сюда на практикум, проходящий в Успенской средней школе), который попросил его довезти до посёлка. Во время поездки предложил мальчику совершить кражу, тот согласился и залез в багажник. В отличие от других эпизодов, Головкин не повесил мальчика, а перерезал ему горло и нанёс множество ножевых ран на спине (судом это было квалифицировано как убийство с причинением особых страданий и как более жестокий способ умерщвления, чем повешение). От таких ран Богданов скончался. Головкин содрал кожу со спины трупа и засолил её кормовой солью для лошадей (причину засоления кожи маньяк не смог объяснить). Вырезал на груди подростка нецензурное слово из трёх букв. Полуразложившийся труп нашли недалеко от конезавода (на засолённой коже нашли клочки волос ранее убитого в предыдущем году Дергачёва).
В материалах уголовного дела приводилось описание этого эпизода:

В августе месяце 1991 года, проезжая на автомобиле мимо с. Успенское, я увидел на автобусной остановке мальчика лет десяти, который попросил меня остановиться и подвезти его до пос. Горки-10. Обманным путём я завёз его в свой гараж, где в подполе совершил с ним насильственные развратные действия в рот и задний проход. Затем меня как замкнуло, и я не понимал своих действий. Я убил его (повесил), потом снял кожу и расчленил труп. Кожу я засолил (сам не знаю, для чего), затем частями в два приёма вывез труп в лес недалеко от санатория «Поляны» и там прикопал.

В ночь на 22 апреля 1992 года Головкин убил 14-летнего Сергея Плюхина, который попросил Головкина подвезти его до Николиной Горы. Поначалу мужчина не хотел убивать его, так как юноша не подходил к «образу» его жертвы, однако парень в ту ночь хотел ограбить его. Он достал перочинный нож и требовал от Головкина покинуть водительское сиденье, но мужчина обезвредил юного преступника и предложил ему совершить кражу, на что тот согласился. Заманив юношу в погреб, Головкин долго его пытал (душил полиэтиленовой перчаткой для осеменения лошадей, прижигал лобковые волосы паяльной лампой и дёргал половой член через обмотанный над ним шнур) и насиловал, а после, как и остальных жертв, повесил. Оставил на память перочинный нож и осколок стекла красного цвета. Во время допроса маньяк рассказывал, что после расправы над подростком он обматывал свой половой член шнуром и дёргал. Мужчина объяснил, что ему хотелось почувствовать боль, которую испытывали его жертвы, получая при этом моральное удовлетворение. Плюхин считался пропавшим без вести вплоть до поимки самого Головкина.
14 сентября 1992 года Головкин встретил трёх мальчиков (13-летний Владислав Шариков, 12-летний Юрий Сидякин и 12-летний Денис Ефремов), игравших на Белорусском вокзале в игровые автоматы, и предложил совершить ограбление на складе, на что трое согласились. На следующий день Головкин увёз детей и заманил их в гараж. В погребе Головкин их мучил в течение 12 часов. Представился Фишером и сказал мальчикам, кто за кем будет им убит. Сначала он повесил Сидякина. Потом заставил Ефремова выбить табуретку из под ног висящего Шарикова, также пригрозив мальчику убить его вместо друга. Затем заставлял последнего живого мальчика смотреть, как он разделывает тело Шарикова. Мальчик, по словам маньяка, не кричал и спокойно смотрел, но иногда отворачивался. Последнего Головкин пытал и насиловал несколько часов (выжег на груди мальчика нецензурное слово из трёх букв нагретой паяльником проволокой), после чего повесил и пошёл на работу:

Я сказал этим троим, что вместе с ними на моём счету будет одиннадцать мальчиков, я установил очерёдность, сообщив детям, кто за кем будет умирать. Ш. я расчленял на глазах у Е., при этом показывал внутренние органы и давал анатомические пояснения. Мальчик всё это пережил спокойно, без истерики, иногда только отворачивался.

После работы вернулся в гараж и вывез тела. Во время захоронения Головкин расчленил тела Сидякина и Ефремова, после похоронил останки всех троих в отдельные ямки. Вернувшись в гараж, Головкин стал обыскивать одежду мальчишек, где забрал деньги (25 рублей) и золотую цепочку. Из одежды жертв сделал тряпки. По словам Головкина, он забирал у своих жертв вещи как напоминания о них (это приносило маньяку удовольствие, который вспоминал, как он убивал владельцев его «сувениров»). Во время ареста Головкин признался следователям, что 19 октября планировал совершить очередное убийство.

### Арест, следствие и суд
«Здравствуй, дорогая мамулечка!
Вот и вылезла наружу самая страшная тайна. Видишь, каким я оказался мерзавцем. Всё началось давно, ещё в школе. Тогда это были только мечтания,  по мере выявления возможностей, появилось и желание использовать эти возможности. Да что углубляться в подробности, тебе они наверняка уже известны. Я понимаю, да и раньше понимал, сколько горя могу причинить тебе и всем родным, но ничего не мог собой поделать.
Давай подумаем о главном и рассудим трезво. Мне стыдно. Стыдно писать это письмо, стыдно получать передачи. Я чувствую себя как инопланетянин.
У всех есть жёны, дети, любимые женщины. Можешь представить себе, как можно находиться в одном обществе с людьми, у которых такие же дети, каких я убивал... Я думаю, ты со мной согласишься, такие преступления не прощаются, их и нельзя прощать. У меня сейчас единственная надежда на то, что признают отклонения в здоровье — это будет для меня хоть какая-то реабилитация. Если нет, то жизнь теряет для меня дальнейший смысл, я всё равно человек конченый. Может, лучше тебе отказаться от меня. Мне страшно подумать, как вы будете жить в окружении тех же соседей, с участком я не знаком. Если не отберут, может, продадите его.
Ну вот вроде и все. Ком к горлу подкатывает. Ну да что теперь говорить. Плохим я был тебе сыном, прости меня, если сможешь.
Целую тебя крепко,

твой любящий сын

Сережа.»
Версию о маньяке взяли в разработку после убийств в Дмитровском и Одинцовском районах в 1986 году. Дважды следователи посещали Московский конный завод № 1, где работал Головкин. Однако оба раза они так и не вышли на Головкина, которому московская прописка помогла избежать подозрения, так как следствие предполагало, что разыскиваемый маньяк является местным. 2 апреля 1992 года руководителем дела «Удава» стал старший следователь по особо важным делам при Генеральном прокуроре Российской Федерации Евгений Бакин, который также участвовал в операции «Лесополоса» по поимке Андрея Чикатило до 1990 года. В тот период по делу «Удава» взяли три эпизода — убийство Павлова, Гуляева и Гаськова. 3 апреля Бакин соединил убийства Строчкина, Дергачёва, Бурякова и Богданова (тело Захаренкова тогда не нашли, и мальчик не фигурировал как жертва маньяка).
5 октября 1992 года, спустя 3 недели после убийства, трупы последних трёх жертв были обнаружены грибниками. Установив личности погибших, следователи посетили школу, где те учились. Вскоре выяснили, что в компании трёх жертв был ещё один подросток — Роман Азисов. После допроса мальчик указал на своего знакомого из конезавода Сергея Головкина, который 14 сентября подвозил их домой и предложил совершить с ним ограбления на следующий день. Азисов же отказался, что спасло мальчика от мучительной смерти. За Головкиным организовали слежку.
19 октября 1992 года его задержали. На переезде в Жаворонках в его машину умышленно врезались оперативники в штатском и устроили потасовку. Совершенно «случайно» рядом оказались сотрудники ППС, которые задержали и доставили его в местное отделение милиции. Для Головкина это было неожиданностью, однако на допросе он вёл себя спокойно и вину отрицал. Следователи Костарёв и Бакин решили отпустить Головкина, установив при этом за ним негласное наблюдение. Но дежурный милиционер, Дорохов Евгений Михайлович, нарушив приказ, посадил Головкина в одиночную камеру. Ночь он провёл в одиночестве, а утром 20 октября попросился на допрос и признался Костарёву в убийстве пропавшего без вести Сергея Плюхина. Головкин решил признаться в убийстве восьмой жертвы, представив его как самооборону, чтобы не быть разоблачённым. 21 октября 1992 года Головкин привёл следователей к месту захоронения останков Плюхина. В это же время его гараж обыскали, и, спустившись в погреб, следователи обнаружили улики: детскую ванночку со сгоревшими слоями кожи и крови, две петли-удавки, шприцы, крюки, ножи, два паяльника, кольца, полиэтиленовые перчатки, вазелин и презервативы. Узнав про обыск гаража, Головкин признался в убийствах, после чего пытался покончить с собой.
Головкина также подозревали в убийстве 16-летнего Виталия Зайкова, который пропал 2 января 1989 года после того, как вышел покататься на лыжах. Через некоторое время труп парня нашли в лесу. Зайков также фигурировал как возможная жертва маньяка, но на тот день у Головкина было железное алиби. Лишь в 1993 году выяснилось, что подросток стал жертвой другого подмосковного убийцы — Сергея Ряховского.
Сергей Головкин признался в 11 убийствах мальчиков от 10 до 16 лет. Подробно показал следователям места преступлений и захоронений. Однако следователи подозревали, что Головкин причастен к 40 убийствам в Одинцовском районе. После признаний в 11 убийствах Головкин перестал давать показания и сознаваться в других убийствах, хотя не отрицал, что жертв у него больше. В частности, Головкин отрицал свою причастность к убийству 16-летнего Олега Гаськова, которое так и осталось нераскрытым. Из 11 жертв не были найдены останки лишь Захаренкова, несмотря на то, что Головкин сам показал место, где похоронил труп подростка. Во время следствия вёл себя спокойно, монотонно рассказывал об убийствах, иногда шутил (Бакин однажды просил Головкина показать, как он пытал жертв, на что тот говорил: «Приведи сына — покажу»).
Находясь в камере, Головкин отказался от свидания с матерью, стыдился, но написал ей письмо (которое оставили в архивах документов, а матери маньяка отдали копию), где просил её продать гараж и машину. Однако 26 апреля 1993 года в пять часов утра гараж и машина Головкина были сожжены родителями погибших подростков. Подвал маньяка, где он пытал и убивал детей, был зарыт землёй. На месте, где стоял гараж, был создан стихийный бетонный мемориал в память о жертвах Головкина.
2 июня 1993 года Головкин прошёл обследования в Центре им. Сербского, где его признали вменяемым, с признаками шизоидной психопатии: Головкин полностью осознавал свои действия, боялся быть пойманным, делал перерывы и подробно уточнял детали убийств на допросах. Дело над Головкиным составляло 95 томов. Суд над маньяком проходил в Москве с 22 августа по 19 октября 1994 года. Суд проходил в закрытом режиме, чтобы «не причинять боль родственникам погибших». Судья не стал зачитывать причины гибели детей, особенно виды пыток и расчленения жертв, и кратко говорил, что «дети подвергались пыткам и были убиты». Андрей Минин, единственный выживший, присутствовал на суде и давал показания судьям о нападении Головкина на него. Родители и сестра Головкина не пришли на суд, опасаясь расправы со стороны родителей и родственников погибших. Адвокат Головкина попытался строить защиту на положительных характеристиках маньяка с места учёбы и работы. Просил судей смягчить подсудимому участь. На последнем заседании Головкин сказал, что не боится смерти и просит расстрела. Исследовав обстоятельства дела, суд признал Сергея Головкина виновным во всех предъявленных 11 умышленных убийствах с отягчающими обстоятельствами, а также в изнасилованиях и кражах личного имущества (маньяк присваивал деньги и вещи убитых подростков). 19 октября 1994 года Сергей Головкин был приговорён судом к смертной казни через расстрел.
После оглашения приговора Головкин неожиданно написал на имя Президента России Бориса Ельцина прошение о помиловании, но 26 ноября 1995 года, в 36-й день рождения Головкина, стало известно, что Президент ответил отказом (гараж маньяка находился в 500 метрах от дачи Ельцина). Узнав об отказе, Головкин никак не отреагировал и воспринял свою неизбежную участь спокойно.
Когда Головкин находился в камере смертников, его неоднократно навещала мать, которая не отреклась от сына. Лариса Головкина неоднократно спрашивала о дате расстрела её сына, но ей ничего не сказали. Сам же Головкин обратился к Богу, каясь в содеянном. Также сдружился с другим смертником Борисом Голубевым (позже Голубев был помилован, и в отношении него смертная казнь была заменена пожизненным заключением), который отзывался о Головкине, как о тихом и приятном человеке. В последнем интервью Головкин сказал следующие:

Ну что я могу сказать? Попросить прощения, конечно, у тех, кто меня знал… Очень я виноват перед всеми… Всё.

2 августа 1996 года приговор был приведён в исполнение в Бутырской тюрьме. Однако по другим данным, казнь Головкина была осуществлена 2 сентября 1996 года. Точная дата расстрела Головкина по сей день не уточняется. По некоторым данным, стал последним казнённым в истории России. Уже после казни Головкина, 16 апреля 1997 года, в России был введён мораторий на смертную казнь.

## Список жертв
Сергей Головкин с 1986 по 1992 год совершил 11 доказанных убийств мальчиков и юношей от 10 до 16 лет. В 1984 году Головкин совершил попытку убийства Андрея Минина в пионерском лагере «Романтик». Также были эпизоды домогательства к детям в квартире Головкина в 1987—1988 годах. Следователи, работавшие по делу «Удава», уверены, что жертв у Фишера больше. С 1984 по 1992 год в Одинцовском районе пропало 40 детей (включая 11 жертв Головкина). Согласно обвинительному заключению, Головкин совершил 13 убийств мальчиков, однако убийства Олега Гаськова и Виталия Зайкова (последнего позже признали жертвой маньяка Сергея Ряховского) не вошли в приговор за недоказанностью.
| Имя, фамилия и возраст жертв                                            | Дата преступления | Обстоятельства преступления |
| ----------------------------------------------------------------------- | ----------------- | --- |
| Андрей Минин, 14 лет                                                    | 21 июня 1984      | Головкин, прибыв электричкой на станцию Голицыно, прогуливался по лесу, где встретил Андрея у пионерского лагеря «Романтик». Мальчик перелез через забор, чтобы покурить. В результате кратковременного повешения на дереве выжил, но получил инвалидность. Опознал убийцу 18 марта 1993 года. |
| Андрей Павлов, 16 лет                                                   | 19 апреля 1986    | Приехал в гости к бабушке и дедушке из Долгопрудного в Катуар. Головкин встретил его в лесу, когда Андрей собирал берёзовый сок, объезжая оставленные у деревьев банки на велосипеде. Тело обнаружил обеспокоенный пропажей отец на следующий день. |
| Андрей Гуляев, 14 лет                                                   | 10 июля 1986      | Головкин приехал на электричке на станцию Часцовская, откуда лесной дорогой, ведущей к дачам, шёл к пионерскому лагерю «Звёздный». Мальчик покинул территорию лагеря, чтобы покурить. Труп был обнаружен 12 июля в 800 метрах от забора лагеря. |
| Сергей Строчкин, 10 лет                                                 | 23 сентября 1989  | Убийца подобрал мальчика, голосующего у шоссе близ станции Перхушково. Сергей жил в Крюково и направлялся домой. Но Головкин отвёз его в свой гараж в посёлке Конезавода, где за годы затишья оборудовал подвал. Сергей стал первой жертвой, убитой в гараже и одновременно самой младшей. Останки, обглоданные животными, обнаружены 26 июля 1990 года в лесу в небольшой яме, в 350 метрах от Второго бетонного кольца, напротив указателя «Звенигородское лесничество».     |
| Сергей Захаренков, 15 лет                                               | 11 августа 1990   | Мальчик приехал из Балабаново Калужской области. Головкин подобрал голосующего у той же станции Перхушково. Захаренкову нужно было в военный городок Одинцово-10, где жила его крёстная. После убийства Головкин сохранил его череп, который держал в гараже и использовал для устрашения последующих жертв. Останки так и не были найдены. |
| Алексей Буряков, 11 лет; Роман Дергачёв, 14 лет                         | 6 ноября 1990     | Маньяк подобрал голосующих мальчиков у автобусной остановки «Институт» на окраине посёлка Большие Вязёмы. Останки были обнаружены 14 июля 1991 года неподалёку от указателя «Звенигородское лесничество». |
| Никита Богданов, 13 лет                                                 | 22 августа 1991   | Мальчик приехал из Пермской области. Головкин подсадил мальчика у пустыря близ села Успенское. После убийства препарировал кожу и засолил кусковой кормовой солью средней степени очистки, к которой имел доступ. Тело было обнаружено 13 октября возле пансионата «Лесные дали», кожа — у санатория «Поляны» (примерно в 1 километре друг от друга). Впоследствии на засоленной коже были обнаружены волосы, принадлежавшие Роману Дергачёву, ранее убитому в этом же гараже. |
| Сергей Плюхин, 14 лет                                                   | 21 апреля 1992    | Убийца подобрал голосующего возле поста ГАИ мальчика около полуночи по пути до посёлка Николина Гора в ночь на 22 апреля. Скелетированные останки обнаружены 21 октября в километре от указателя «Звенигородское лесничество» только после ареста Головкина. |
| Юрий Сидякин, 12 лет; Владислав Шариков, 13 лет; Денис Ефремов, 12 лет. | 15 сентября 1992  | Два вечера подряд Головкин подвозил мальчиков, ездивших на Белорусский вокзал в зал игральных автоматов, от автобусной остановки Жаворонки в сторону дома. Тройное убийство, начавшееся поздним вечером 15 сентября, растянулось до самого утра. Первые останки были обнаружены 4 октября грибниками в лесу, неподалёку от станции Часцовская. |

## В массовой культуре

### Документальные фильмы
- Криминальная Россия — «Дело Головкина. Удав» (1995)
- ТВ МВД — «Нить Ариадны» (1995).
- ТВ МВД — «Нелюди» (1996)
- Документальный детектив — «Удав» (1999)
- Диагноз: Маньяк (2004)
- Приговорённые пожизненно — «Исповедь приговорённого пожизненно» (2008)
- Следствие вели — «Дело „Фишера“» (2011)
- «Легенды советского сыска» — «Ученик Чикатило» (2012)
- Есть тема — «Охотники за педофилами». Первая серия (2012)
- Честный детектив — «Гараж зоотехника Головкина» (2023)

### Художественные фильмы
- Сериал «Фишер» (первый сезон, 2023). Роль Головкина исполнил Андрей Максимов.